# Primăria Orașului din Râmnicu Sărat
Primăria Orașului din Râmnicu Sărat este un monument istoric aflat pe teritoriul municipiului Râmnicu Sărat.